# Б. С. Локанат
Б. С. Локанат (там. பி.எஸ்.லோகநாத்; 1937 — 9 декабря 2011) — индийский кинооператор.
С 1973 по 1985 год он был оператором во всех фильмах К. Балачандера, с которым сотрудничал в 55 кинокартинах, как на тамильском языке, так и на телугу и хинди. За свою работу в ленте Apoorva Raagangal (1975), в которой дебютировал будущая звезда тамильского кинематографа Раджникант, он был награждён Национальной кинопремией.
Утром 9 декабря 2011 года Локанат перенёс сердечный приступ, после чего был доставлен в больницу, где скончался в полшестого вечера.
У него остались жена Радха, две дочери и два сына,
один из которых, Санджай Локанат, тоже стал кинооператором.